# Refugiados en Madrid
Refugiados en Madrid es una película mexicana del director Alejandro Galindo, del año de 1938, en blanco y negro, y rodada en 35 mm. Esta se sitúa durante el conflicto de la guerra civil española.

## Sinopsis
En Madrid, durante la guerra civil española, un grupo de refugiados originarios de esta misma ciudad, encuentran asilo político en la Embajada de un país latinoamericano, la cual se encuentra precedida por don Fernando, el embajador. Entre las personas que se encuentran ahí alojadas, están una cantante llamada Pastora y su pareja; el coronel Joaquín; un ladrón de joyas, Rafael; un joven llamado Carlos; una pareja de recién casados, don Manuel, un hombre del gobierno, entre otros.
Al exterior ocurre un bombardeo que inquieta a los ocupantes de la Embajada, y es durante esta confusión que Clara y Carlos se enamoran. Sin embargo Rafael descubre que el chofer y Carlos son espías, lo cual Clara no cree, disgustando a su novio, Luis, y a su madre, la Marquesa. También, Rafael roba las joyas de Pastora.
Llegan a la embajada unos oficiales, llevándose a don Manuel bajo la amenaza de hacele daño a su familia. Los refugiados serán trasladados a Valencia, pero un grupo de soldados impiden su partida, pues han descubierto que entre ellos se encuentra un espía, por lo que no saldrán hasta que se descubra quién es. El vasco Mendecochea enloquece ante esta situación e intenta salir de la embajada, pero es abatido a tiros. Una de las ocupantes esta embarazada y se encuentra en riesgo de morir, por lo que Rafael logra escapar para conseguir suero. Regresa con el suero, pero herido, devuelve las joyas a Pastora, y muere.
Finalmente Carlos se entrega a los soldados pese al dolor de Clara, pudiéndose trasladar el resto de los refugiados a Valencia.

## Reparto
- María Conesa - Pastora del Real
- Fernando Soler - Rafael Torrecilla
- Vilma Vidal - Clara
- Arturo de Córdova - Carlos
- Domingo Soler - Coronel Joaquín Figueroa y Manzanín
- Miguel Arenas - Don Fernando
- Alberto Martí - Primer oficial
- Mimí Derba - La marquesa
- Jorge Mondragón - Ramón Mendecochea
- Leandro Alpuente - Don Manuel Isunza
- Carmen Hermosillo - Recién casada
- Ramón Vallarino - Recién casado
- Aurora Cortés- María Luisa
- Roberto Banquells - Chofer espía
- Manuel Sánchez Navarro - Primer secretario
- Matilde Brillas - Embajadora
- Pedro Martín Caro - Luis
- José Gordón - Segundo oficial
- Guillermo Familiar - Eduardo (estudiante)
- Luciano Hernández de la Vega - Pianista
- Maruja Sánchez - Lolita
- Armando Velasco - Refugiado
- Narciso Busquets - Hijo de un refugiado